# Hasan Kikić
Hasan Kikić (Gradačac, 20. kolovoza 1905. – Čemernica, planina, 6. svibnja 1942.), bio je bošnjački i hrvatski književnik koji se često nalazi u hrvatskim antologijama suvremene književnosti i humoristike.

## Životopis
Hasan Kikić je učiteljsku školu pohađao u Derventi (BiH) i Zagrebu (Hrvatska). Radio je kao učitelj u Bosni i Hercegovini (Zavidovićima i Rogatici) i Hrvatskoj (Gornji Sjeničak kraj Vrginmosta i Pisarovini kraj Zagreba). Završio je Pravni fakultet u Beogradu. Sa Skenderom Kulenovićem je 1937. godine u Zagrebu pokrenuo muslimanski časopis Putokaz. Pisao je uglavnom romane, novele i pripovijetke u kojima je oslikavao je bosanske šume i mahale i ljude s bosanskih brda koje su pod režimom Kraljevine Jugoslavije mrzili i zapostavljali. Početkom Drugoga svjetskog rata, u veljači 1942. godine, odlazi u partizane i kao komesar bataljuna tri mjeseca poslije, 6. svibnja 1942. godine, poginuo je u četničkoj zasjedi kod sela Rapta na planini Čemernici. Po njemu je nazvana Nagrada za prosvjetne radnike u Socijalističkoj Republici Bosni i Hercegovini.
Kikić je fašizam definirao kao "najgori, najcrnji, najbezdušniji oblik protunarodne vladavine", koji počiva na lažima, prijevarama i lažnim obećanjima, koji "jedino i redovito i uvijek sigurno daje zatvore i ubijanja i glad".

## Djela
- Provincija u pozadini, pripovijetke, 1935.
- Ho-ruk, roman, 1936.
- Bukve, roman, 1938.
- Lole i hrsuzi, pripovijetke, 1947.
- Zgode o nasušnom hlebu, pripovijetke, 1949.
- Carska goveda, proza, 1952.
- Dedija, pripovijetke, 1953.

## Vanjske povezice
- Skender Kulenović: Kako je poginuo Hasan Kikić
- Salih Alić, Kratak pregled hrvatske muslimanske književnosti u BiH